# Breviarium van Margaretha van York
Het Breviarium van Margaretha van York is een brevier gemaakt tussen 1475 en 1480 in de omgeving van Gent. Margaretha van York, de derde echtgenote van Karel de Stoute was een groot liefhebster en verzamelaarster van manuscripten. Het boek bevat haar motto Bien en Aviegne (er moge goeds van komen) en de initialen C&M (Charles et Marguerite), wat laat veronderstellen dat het boek afgewerkt was voor de dood van Karel in 1477. Het handschrift wordt bewaard in het St. John's College in Cambridge met als signatuur Ms. H. 13

## Beschrijving
Het handschrift bestaat uit 264 perkamenten folia van 264 x 185 mm, met vooraan één en achteraan twee perkamenten schutbladen. Het is geschreven in het Latijn en de bladspiegel meet ca. 174 x 123 mm. De tekst is geschreven in een gotisch boekschrift (littera textualis) in twee kolommen van 30 lijnen. Het boek bevat in zijn huidige toestand zes volledige miniaturen en één gedeeltelijk bewaarde miniatuur. De boekband dateert uit de 17e eeuw. Er zijn talrijke folia uit het handschrift verdwenen.

## Geschiedenis
Het handschrift werd gemaakt in twee campagnes. G.I. Lieftinck was van mening dat met het boek begonnen werd in de eerste helft van de vijftiende eeuw omdat een aantal folia ouderwetse margeversiering en initialen hebben, terwijl de rest van het handschrift de strooiranden in Gent-Brugse stijl toont die typisch zijn voor de productie vanaf 1470. Dat het boek (in de tweede campagne) geschreven werd voor Margaretha van York blijkt uit het motto van Margaretha en de wapenschilden in de marges. Het boek werd geschreven voor gebruik in Sarum. Zoals blijkt uit de inscriptie op het eerste schutblad: Ex dono Thomae Gardiner Armigeri, blijkt dat het handschrift in het bezit was van Thomas Gardiner Armigeri.

## Inhoud

### Kalender
Het manuscript heeft geen kalender.

### Het tijdeigen
Het tijdeigen omvat de gebeden voor het kerkelijk jaar volgens de kerkelijke kalender die begint bij de advent. Voor elke dag worden dan de gebeden gegeven die tijdens de verschillende gebedsstonden (metten, lauden, priem, terts, sext, none, vespers en completen) gebeden worden. Die gebeden bestaan uit hymnen, psalmen, lezingen uit het Oude- en het Nieuwe Testament, predicaties van de kerkvaders en dergelijke meer. Het tijdeigen bevat enkel de gebeden die typisch zijn voor de betreffende dag. Voor terugkerende gebeden zoals de hymnen, psalmen en kantieken wordt niet het gebed zelf opgenomen maar een verwijzing naar het gedeelte van het boek waar het gebed kan teruggevonden worden.
In dit manuscript begint het tijdeigen op Aswoensdag. De periode van de advent tot Aswoensdag is verloren gegaan. Ook bij de daarop volgende gebeden voor Pasen en tussen Pinksteren en Drievuldigheidszondag ontbreken verschillende folia.

### Het psalter
Van het psalter is alleen het einde van de litanie van alle heiligen bewaard gebleven.

### Het eigene der heiligen
Het eigene der heiligen is functioneel gelijk aan het tijdeigen. Men vindt er de gebeden die gereciteerd worden op specifieke dagen dat een heilige gevierd wordt. Ook hier zijn rubrieken voorzien die uitleggen welke combinaties er moeten gemaakt worden.
Ook van het 'eigene der heiligen' ontbreken talrijke folia in het Breviarium van Margaretha van York.

## Miniaturen
De volgende miniaturen zijn in het handschrift bewaard gebleven:
1. Hemelvaart van Christus. f. 51b. De Heilige Maagd en de apostelen zijn geknield rondom een rots in het gebergte. Men ziet nog net het kleed en de voeten van Christus in een vergulde opening tussen de wolken.[7] Een gelijkaardige miniatuur kan men vinden in het Breviarium van Isabella van Castilië op f.228r. Het is mogelijk dat de miniatuur in het Breviarium van Margaretha van York hiervoor model stond.
2. Feest van Corpus Christi. f.57b. Christus gezeten aan het eind van een tafel waaromheen de apostelen gezeten zijn, geeft een stuk brood aan de geknielde Judas.[8]
3. Eigene der heiligen. f. 103. Men ziet Andreas vastgebonden aan een X-vormig kruis, het zogenoemde Andreaskruis. Christus kijkt toe vanuit de hemel. Rechts van Andreas ziet men de stadhouder Ageas en twee soldaten.[9][10]
4. De zuivering van de Maagd (Lichtmis). f. 122. Simeon geknield voor een altaar in de tempel van Jeruzalem, neemt het Christuskind over van zijn moeder die vergezeld is door Jozef met een kaars en het traditionele offer (twee duiven) in zijn handen, en daarnaast een dienstmaagd.[11]
5. Annunciatie. f. 134. De Heilige Maagd geknield voor haar gebedenboek, aanhoort de boodschap van de aartsengel Gabriël.[12]
6. Geboorte van Johannes de Doper. f. 151b. Zacharias zit in een kamer en luistert naar de boodschap van een engel. Op de achtergrond zien we Elizabet in het kraambed met haar kind en twee helpende vrouwen.[13]

## Verluchters
De miniaturen in dit handschrift werden toegeschreven aan de Meester van Maria van Bourgondië door Otto Pächt en Gerard Lieftinck. Bodo Brinkmann herzag de toeschrijvingen aan deze meester en noemde hem de Weense meester van Maria van Bourgondië. Een groot aantal werken die vroeger aan de meester werden toegeschreven worden nu door Brinkmann niet langer met hem geassocieerd. Dit breviarium wordt nu toegeschreven aan de Weense meester, zijn atelier en volgers. De miniaturen zijn geschilderd met een vrije, brede en kunstige penseeltoets. Ze behoren tot de opvallende voorbeelden van het nieuwe naturalisme dat in de jaren 1470 opgang maakte in Vlaanderen. Kren ziet een groot aantal overeenkomsten met het kernwerk van de Weense meester van Maria van Bourgondië.
Belleville-breviarium · Breviarium-Grimani · Breviarium van Beatrijs van Assendelft · Breviarium van Isabella van Castilië · Breviarium Mayer van den Bergh · Breviarium van Margaretha van York · Breviarium van Matthias Corvinus · Breviarium van Oderisius